# 노자키 요스케
노자키 요스케(일본어: 野崎 陽介, 1985년 2월 16일 ~ )는 일본의 전 축구 선수이다.

## 구단 경력
그는 2007년부터 2017년까지 J리그의 사간 도스, 요코하마 FC에서 활동하였다.